# ホットドッグカート

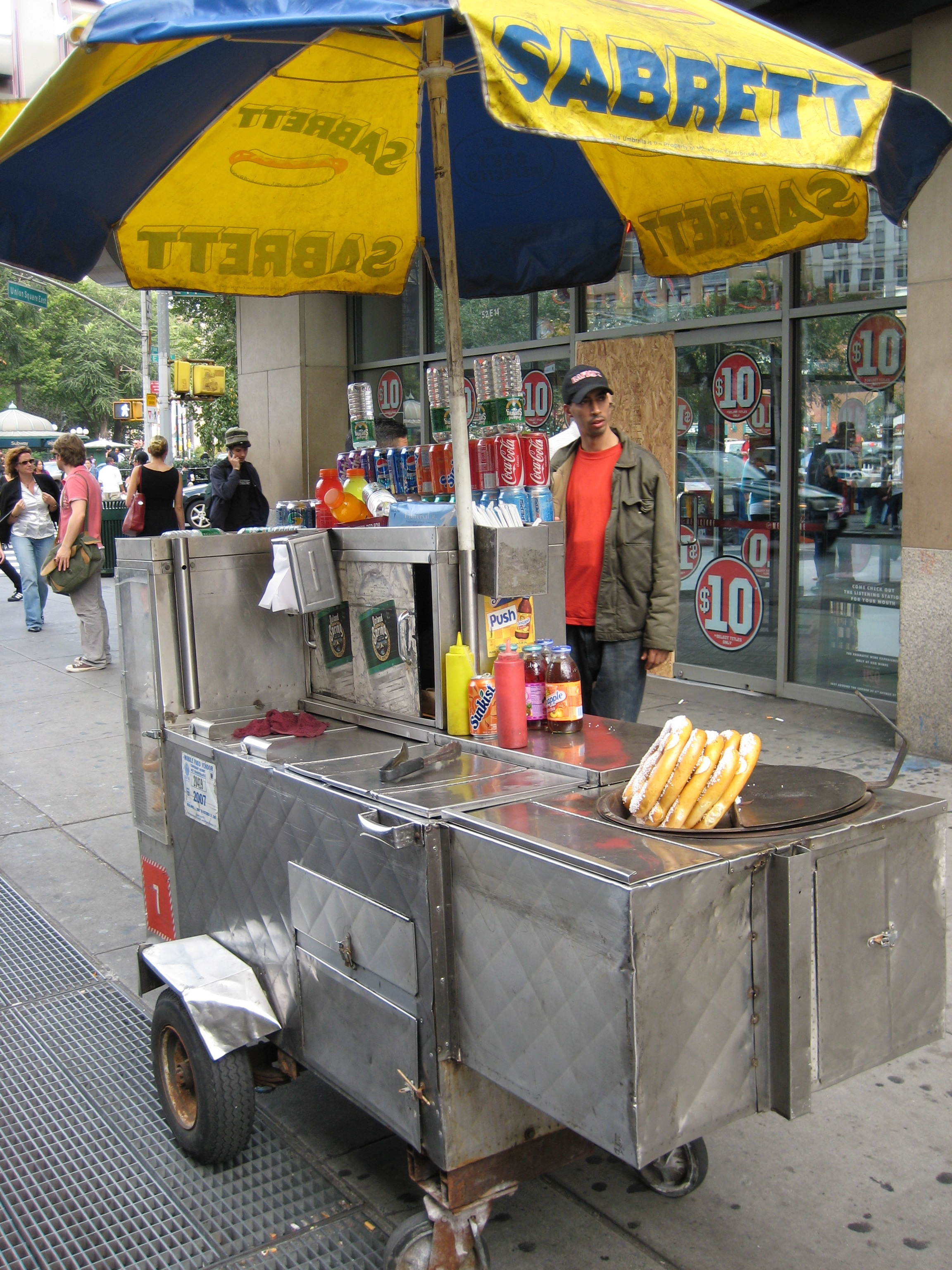
ニューヨークにて

ホットドッグカート（英: Hot dog cart）は、ホットドッグなどのファストフードや菓子類を屋内外で販売するための機能を備えた移動式屋台。
トレーラー式もあり、自動車で牽引できる。またフード販売に限らず花、雑貨、アクセサリー、Tシャツなどの衣類を販売するためにも用いられる。映画、TV、テレビCMなどの小道具としても使われている。